# Пейсли, Боб
Ро́берт «Боб» Пе́йсли (англ. Robert «Bob» Paisley; 23 января 1919, Хеттон-ле-Хоул, Тайн и Уир, Англия — 14 февраля 1996) — английский футболист (играл на позиции левого защитника) и главный тренер «Ливерпуля», при котором за девять лет клуб выиграл двадцать различных титулов, в том числе шесть раз стал чемпионом и три раза выиграл Кубок европейских чемпионов.

## Карьера
Пэйсли был защитником и капитаном «Ливерпуля», а после завершения карьеры игрока вошёл в тренерский штаб клуба. Был ассистентом Билла Шенкли, а после ухода легендарного менеджера клуба в отставку возглавил команду. При Пейсли «Ливерпуль» провёл 490 официальных матчей. Результат — 275 побед, 91 ничья и 124 поражения. За это время клуб выиграл 19 крупных турниров, включая шесть чемпионских титулов Первого дивизиона.
Является одним из четырёх тренеров в мире, которые трижды выигрывали Лигу чемпионов. Завоевал этот трофей (в те годы называвшийся «Кубком европейских чемпионов») с одним клубом в 1977, 1978 и 1981 годах.

## Достижения

### В качестве игрока
Ливерпуль
- Чемпион Англии: 1947

### В качестве тренера
Ливерпуль
- Чемпион Англии: 1976, 1977, 1979, 1980, 1982, 1983
- Обладатель Кубка европейских чемпионов: 1977, 1978, 1981
- Обладатель Кубка УЕФА: 1976
- Обладатель Кубка Футбольной лиги: 1981, 1982, 1983
- Обладатель Суперкубка Европы: 1978
- Обладатель Суперкубка Англии: 1974, 1976, 1977, 1979, 1980, 1982

### Личные
- Лучший тренер в истории футбола:
  - 4 место (ESPN)[1].
  - 8 место (World Soccer)[2][3],
  - 26 место (France Football)[4]